# Marisol de Oliveira
Marisol de Oliveira, mais conhecida como Sol, é uma personagem da telenovela brasileira América, exibida originalmente no Brasil de 14 de março a 5 de novembro de 2005. A personagem foi interpretada pela atriz Maria Mariana (na primeira fase) e por Deborah Secco (na segunda fase).

## Biografia
A brasileira Sol tem uma infância difícil, deve sua casa derrubada na favela e sonhava ir para os Estados Unidos.
Após vinte anos, Sol continua com o mesmo desejo de ir para a "América". Nessa nova fase, Sol vive com sua mãe Odaléia (Jandira Martini), com sua meia-irmã Mari (Camila Rodrigues) e com seu padrasto Mariano (Paulo Goulart), que está muito doente e Sol queria ajudá-lo. Como Sol não conseguiu o visto para os Estados Unidos, ela decidiu procurar o coiote Alex (Thiago Lacerda) para entrar ilegalmente nos EUA. Antes de ir, Sol vai ao rodeio em Barretos, pois ela tem uma madrinha que adora rodeio. Nisso, Sol conhece o peão Tião e se apaixona. Depois de muito tentar, Sol finalmente chega aos Estados Unidos, mas sua vida não é fácil; ela mora na pensão da mexicana Consuelo e trabalha de garçonete dia e noite. Nesse período, Sol conhece Ed e tem um caso. No final da novela Sol fica com Ed.

## Prêmios e indicações
| Ano  | Premiação       | Categoria    | Resultado |
| ---- | --------------- | ------------ | --------- |
| 2005 | Melhores do Ano | Melhor Atriz | Indicada  |